# (34468) 2000 SS109
2000 SS109 (asteroide 34468) é um asteroide da cintura principal. Possui uma excentricidade de 0.23543110 e uma inclinação de 2.80719º.
Este asteroide foi descoberto no dia 30 de setembro de 2000 por LINEAR em Socorro.